# Белоцерковский, Валерий Александрович
Вале́рий Алекса́ндрович Белоцерко́вский (родился 20 июня 1962 года в г. Никополь, Украина) — российский музыкальный продюсер. Владелец и генеральный директор продюсерского центра «Мегаполь».

## Биография
Родился в семье заслуженного металлурга СССР Белоцерковского Александра Зиновьевича и инженера Галинкиной Клары Львовны. У него ещё есть младшая сестра.
После школы поступил в Днепропетровский металлургический институт на факультет обработки металлов давлением. Отслужил срочную службу в спецподразделении на полигоне Капустин Яр. После армии работал в горячем цеху на Южно-Трубном заводе в Никополе.
В 1984 году уехал на Север на заработки. Состоялся как предприниматель в городе Мегионе Тюменской области, став одним из авторитетных неформальных лидеров города.
В 1988 году одним из первых стал организовывать гастрольные туры звезд эстрады на Север.
В 1992 году переехал в Москву. В 1993 году открыл рекламно-продюсерский центр «Мегаполь», который и сегодня успешен на Российском рынке. Первым продюсерским проектом в 1995 году стал певец Вадим Байков.
В 1997 году на организованном Валерием Белоцерковским концерте, посвящённом Дню нефтяника, произошла его встреча с Ралифом Сафиным. Он доверил Валерию свою дочь Алсу, которая мечтала стать певицей. Успех Алсу сделал Белоцерковского известным на всю страну.
В 1998 закончил продюсерский факультет ГИТИСа (РАТИ).
В 2000 году на международном музыкальном конкурсе «Евровидения» Алсу заняла второе место. Впервые в истории этого престижного конкурса российский исполнитель оказался в тройке лидеров.
В том же году в качестве продюсера снял фильм «Ландыш серебристый».
В 2002 году создал новый музыкальный проект — группу «Любовные истории».
В 2013 году организовал а-капелла-группу «Инвойс».
Продюсер и режиссёр различных мероприятий, таких, как дни городов, дни работников разных отраслей, юбилеи крупных компаний и т. д. Автор текстов многих песен.
Является сценаристом и режиссёром музыкальных клипов известных исполнителей. В качестве автора создавал рекламу основных московских казино. Является совладельцем других бизнесов.
Президент детского фестиваля «Поколение NEXT».
Женат, отец шестерых сыновей.